# 驹泽大学苫小牧短期大学
驹泽大学苫小牧短期大学（日语：／ Komazawa Daigaku Tomakomai Tankidaigaku *）是过去一所位于日本北海道苫小牧市的私立短期大学。前身是苫小牧驹泽短期大学（日语：／ Tomakomai Komazawa Tankidaigaku *）。

## 概要

### 简介
- 短期大学为于1965年开办[1]、由学校法人驹泽大学经营、来教育的基础是曹洞宗。招生到于2001年、停办于2003年[2]。开始招収只男学生从1995年[2]。

### 历史
- 1965年 苫小牧驹泽短期大学成立并同时设置两个学科、以下列举。
  - 日文科[注 2]
  - 英文科[注 2]
- 1967年 食物营养科成立。
- 1990年 改校名为驹泽大学苫小牧短期大学[1]。
- 1995年 开始招収只男学生。
- 2001年 最后一年招生、次年停止招生（正式停办于2003年9月30日[2]）。#REDIRECT**

## 学校环境
- 校区：在了北海道苫小牧市[注 1]

## 历任校长
- 石岛快隆：第一代短期大学校长[3]。

## 组织

### 学科
- 食物营养学科

### 前学科
- 日文科[注 2]
- 英文科[注 2]

### 专科
| - 没有 |

### 业余课程
| - 没有 |

## 相关链接
- 日本短期大学列表
- 岩见泽驹泽短期大学
- 驹泽短期大学